# باسيل تالبوت
باسيل تالبوت (23 فبراير 1903 في المملكة المتحدة - 18 فبراير 1962 في المملكة المتحدة) (بالإنجليزية: Basil Talbot)‏ هو لاعب كريكت بريطاني وبريطاني (وحمل سابقاً جنسية المملكة المتحدة لبريطانيا العظمى وأيرلندا). لعب مع نادي مقاطعة ساسكس للكركيت ‏.

## وصلات خارجية
- باسيل تالبوت على موقع إي آس بي آن كريك إنفو (الإنجليزية)